# Aseptis binotata
Aseptis binotata là một loài bướm đêm trong họ Noctuidae.